# Patreksfjörður
Patreksfjörður – miejscowość w północno-zachodniej części Islandii, na północnym wybrzeżu fiordu o tej samej nazwie. Masyw górujący nad miejscowością osiąga około 550 m n.p.m. Patreksfjörður wchodzi w skład gminy Vesturbyggð, w regionie Vestfirðir. Na początku 2018 zamieszkiwało ją 677 osób - stanowiła trzecią pod względem liczby mieszkańców miejscowość regionu po Ísafjörður i Bolungarvík.
Miejscowość została nazwana na cześć Świętego Patryka, który był duchowym przewodnikiem Örlygura Hrappsona, pierwotnego osadnika w okolicy. Gospodarka wsi głównie jest oparta na rybołówstwie.
We wsi znajduje się szpital, posterunek policji, a także ratusz gminy Vesturbyggð.
W miejscowości położony jest port lotniczy Patreksfjörður.